# Collada del Clot de Rodes
La Collada del Clot de Rodes és una collada situada a 2.258,4 metres d'altitud del terme comunal de Planès, prop del límit amb Sant Pere dels Forcats, tots dos de la comarca del Conflent, a la Catalunya del Nord. És al costat occidental del centre de la comuna, en el Serrat de Fontseca, vessant nord-est del Puig de l'Home Mort, just a l'oest del Bosc Comunal de Planès.